# Lyrognathus achilles
Lyrognathus achilles là một loài nhện trong họ Theraphosidae.
Loài này thuộc chi Lyrognathus. Lyrognathus achilles được miêu tả năm 2010 bởi West en Nunn.